# Phrontis (Schiff)
Die HMS Phrontis (FD 142) war ein 1911 in Großbritannien gebauter Trawler, der im Ersten Weltkrieg von der Royal Navy als Minensucher und im Zweiten Weltkrieg als Patrouillenfahrzeug zudem von der Royal Navy Section Belge eingesetzt wurde. 1955 wurde das Schiff abgewrackt. Der Name Phrontis stammt aus der griechischen Mythologie.

## Bau und technische Daten
Das Schiff wurde von der „Mount Steam Fishing Company Ltd.“ (Inhaber: George E. J. Moody aus Grimsby), beauftragt und bei Cochrane & Sons Ltd. in Selby unter der Baunummer 479 auf Kiel gelegt. Beim Stapellauf am 4. März 1911 erhielt es den Namen Phrontis in Anlehnung an eine Figur aus der griechischen Mythologie. Bei der Registrierung in Fleetwood bekam sie am 30. März 1911 das Fischereikennzeichen FD 142. Im April erfolgte die endgültige Fertigstellung und Auslieferung an die Reederei.
Ihre Länge betrug 39,65 Meter (130,1 ft), sie war 7,16 Meter (23,5 ft) breit und wies einen Tiefgang von 3,81 Metern (12,5 ft) auf. Ihre Tonnage betrug 288 BRT bzw. 114 NRT. Der Antrieb bestand aus einer Dreifach-Expansionsmaschine von Amos & Smith Ltd., aus Hull, die 90 PS erzielte und auf eine Schraube wirkte. Über die Geschwindigkeit oder Reichweite liegen keine Angaben vor. Während des Zweiten Weltkriegs hatte sie eine Mannschaft von 30 Offizieren und Mannschaften. Als Bewaffnung trug sie ein 12-Pfünder-Geschütz, was einem Kaliber von 76 mm entspricht.

## Geschichte
Bereits kurz nach dem Beginn des Ersten Weltkrieges requirierte die Royal Navy am 10. September 1914 das Schiff und setzte es mit der Kennzeichnung 520 und einem 12-Pfünder-Geschütz als Minensucher ein. Am 16. März 1918 kollidierte die Phrontis mit dem ebenfalls als Minensucher eingesetzten Trawler Vulture II, der nördlich von Schottland kenterte und sank. Die Besatzung wurde gerettet und nach Long Hope Bay gebracht. Erst 1919 erfolgte die Entlassung aus der Royal Navy und die Rückgabe an den Eigner, Sir George E. J. Moody und die „Mount Steam Fishing Company“.
In den zwanziger und dreißiger Jahren wurde das Schiff wieder im Fischfang eingesetzt. In der Reederei gab es einen Wechsel, die nun von W. M. Kelly geleitet wurde. Bekannt sind nur einzelne Reisen – insbesondere die Fahrt ab dem 13. Oktober 1935 von Fleetwood in schottische Gewässer, da am 19. Oktober zwei Besatzungsmitglieder bei schwerem Wetter über Bord gespült wurden und ertranken.
Im Zweiten Weltkrieg wurde die Phrontis am 28. Mai 1940 erneut von der Royal Navy requiriert und ab Juni von Liverpool auf U-Boot-Patrouillen in den Western Approaches eingesetzt. Ab April 1941 wechselte die Mannschaft. Das Schiff wurde nun von belgischen Freiwilligen bemannt, die der Royal Navy Section Belge angehörten – den Seestreitkräften der „Freien belgischen Armee“ im britischen Exil. Neben dem „White Ensign“ der Royal Navy führte das Schiff auch die belgische Nationalflagge. Das Schiff ging ab Januar 1942 von Stornoway in Schottland weiterhin in den Western Approaches auf U-Boot-Patrouillen. In diesem Einsatzgebiet war sie bis zum Juli 1943. Anschließend gaben die Belgier das Schiff an die Royal Navy zurück, die es bis zum Kriegsende weiter nutzte.
Nach dem Krieg erfolgte im Januar 1946 die Rückgabe von der Royal Navy an den Eigner, nun Will B. Moody. Dort fuhr die Phrontis noch einige Jahre im Fischfang, bevor sie angesichts ihres Alters 1955 zum Abwracken verkauft wurde.